# Josef Smolka
Josef Smolka (n. 22 martie 1939, Troubky⁠(d), regiunea Olomouc, Cehia – d. 1 iunie 2020) a fost un voleibalist ce a reprezentat Cehoslovacia, medaliat olimpic. A participat la o ediție a Jocurilor Olimpice (1968) în care a câștigat o medalie de bronz.

## Participări
Lista de mai jos prezintă principalele competiții la care a participat Josef Smolka de-a lungul carierei.
- volleyball at the 1968 Summer Olympics – men's tournament[*]